# 馬托瓦鎮區 (明尼蘇達州卡爾頓縣)
馬托瓦鎮區（英語：Mahtowa Township）是位於美國明尼蘇達州卡爾頓縣的一個行政鎮區。

## 地方資料
馬托瓦鎮區的面積為62.60平方千米，當中陸地面積為61.70平方千米，而水域面積為0.90平方千米。根據2020年美國人口普查的數據，當地共有人口553人，而人口密度為每平方千米8.83人。